# 個人の境界線
個人の境界線（こじんのきょうかいせん、英: personal boundaries）、他者との境界線（たしゃとのきょうかいせん）、バウンダリーとは、自分に対して行動をとってくる他人に対して、合理的・安全・許容可能な手法であるかを判別するために個人が作成する、ガイドライン、ルール、制約である。それらのガイドラインは、結論、信念、意見、態度、過去における経験、社会学習の組み合わせから築かれる。このコンセプトもしくはライフスキルは、1980年代半ば以降セルフヘルプ書籍で幅広く引用され、またカウンセリング業界で使用されてきた。
いくつかのカウンセラーによれば、境界線は個人の定義に役立ち、それは好き嫌いをおおまかに判別し、他人が接近できる距離を設定するものだという。境界線には身体的、精神的、心理的といった種類が存在し、それらは信念、感情、直感、自尊心などによって編成されるという。ジャック・ラカンは、この境界線はピラミッド型に階層化されており、「人の生物学的・社会的地位のすべてを連結した包絡線」に基づくとしている。境界線は人間関係の相互作用において、内的・外的の2方向それぞれに影響するこれらは時に、「保護」として働くこともあれば、「封じ込め」として働くこともある。

## スコープ
一般的に言及されるのは、以下の境界についてである。
物理的
パーソナルスペースや接触コミュニケーション
心理的
思考や意見において
感情的
感情において
また一部の人は、スピリチュアル、真実、時間厳守性などにおいてこの概念を援用している。

## 種類
ニーナ・ブラウンは4つの境界種類を提案している。
柔らかい
自分と他人との境界線が重なっている人。この境界を持つ人は、心理的操作術の犠牲者になりやすい。
スポンジ状
時には柔らかく時には硬い境界を持つ人。彼らは柔らかい境界線の人よりも感情的伝染を受けることは少ないが、硬い人よりは影響を受けやすい。スポンジ状境界の人らは、何を受入れ、何を受入れないかははっきりとしていない。
硬い
硬い境界線を持つ人は、閉鎖されるか壁で囲われている。誰も身体的・感情的に近づくことはできない。この状態は、誰かが物理的、感情的、心理的、性的に虐待を受けていた場合によく起こり得る。時間、場所、状況に依存する「選択的な硬い境界線」も起こり得、その多くは過去の悪い経験と似た状況に遭遇した場合である。
フレキシブル
「選択的な硬い境界線」に似ているが、それよりも良くコントロールされたものである。その人は何を受け入れ、何を受け入れないかを決めているため、感情的伝染や心理的操作術に抵抗し、それを破ることは困難とされる。

## 適用
個人の境界の概念は、他人をコントロールしようとする人や、自分の人生に責任を負っていない人がいる場面で特に有効である。
共依存アノニマス（Co-Da）においては、グループのメンバーに対し、他人に何をするか、何をされることを許可するかといった制限を設定することを推奨しており、これは他の人の思考、感情、問題に支配されないように自己を確立しようとする取り組みの一環である。

## 複合要因

### 依存症
依存症患者はしばしば、他人を自分のコントロール下に置くことが、人生において成功と幸福を達成する方法だと信じている。この手法を取る人は大抵、それを幼少時に生存スキルとして使い、そして習得したのである。彼らがその手法を使い続ける限り、誰も彼らの気持ちを窮地に追い込むことはできない。

### 共依存
共依存患者は、しばしば自分のニーズよりも他人のニーズを優先し、他人の問題解決に夢中である。共依存関係は、家族、仕事、友情、ロマンチック、ピア、コミュニティなど、あらゆる種類の人間関係で起こり得る。
健全な人間関係は、適切な境界が土台となった感情的空間において成り立つのだが、共依存者はそのような限界線を設定することが困難なのである。境界を適切に守るスキルは、精神的健康を取り戻すには不可欠である。
共依存関係においては、共依存者の目的意識は、パートナーのニーズを満たすために極度の犠牲を払うことなのである。共依存関係とは、当人が自給性や自律性を持たない不健全なペアを意味する。すなわち、ペアの一方または両方が、自身の充足の為に、もう一方に依存しているのである。多くは、自分の価値は他人に由来するという誤った考えのために、無意識的に他人の人生を第一義に考えているのである。